# Valeri Bojinov
Valeri Bojinov, född 15 februari 1986 i Gorna Orjachovitsa i Bulgarien, är en fotbollsspelare (anfallare) som spelar för Meizhou Hakka. Bozjinov debuterade i det bulgariska landslaget 2004.

## Biografi
Bojinov föddes i staden Gorna Oryahovitsa i Bulgarien men flyttade vid 12 års ålder till Malta med sin mor Pepa, före detta basketspelare, och styvfar Sasho Angelov, som spelade för Bulgariens fotbollslandslag.

## Klubbar
Bozjinov bosatte sig som ung talang i Lecce och fortsatte sina studier där medan han spelade för US Lecces ungdomslag. Han debuterade i italienska Serie A den 22 januari 2002, vid åldern femton år och elva månader för U.S. Lecce, och blev den yngsta utländska spelare att framträda i den högsta divisionen av italiensk fotboll. Hans första mål i Serie A kom den 6 januari 2004, då hemmalaget vann med 2-1 mot Bologna.
- 2001 - 2004 US Lecce
- 2005 - 2006 ACF Fiorentina
- 2006 - 2007 Juventus FC (lån)
- 2007 - 2009 Manchester City
- 2009 - 2011 Parma FC
- 2011 - 2014 Sporting Lissabon
- 2014-       Ternana